# Michal Sadílek
Michal Sadílek, född 31 maj 1999, är en tjeckisk fotbollsspelare som spelar för Twente, på lån från PSV Eindhoven.

## Landslagskarriär
Sadílek debuterade för Tjeckiens landslag den 4 juni 2021 i en 4–0-förlust mot Italien, där han blev inbytt i den 81:a minuten mot Vladimír Darida.